# Stampa scandalistica
La stampa scandalistica (in inglese yellow journalism «cronaca gialla») è un tipo di giornalismo che rinuncia a un'impostazione obiettiva in favore di titoli sensazionalistici, allo scopo di vendere un numero maggiore di copie. Essa si caratterizza per l'esagerazione di eventi e notizie, speculazione scandalistica o altre pratiche considerate poco etiche o scarsamente professionali.

## Storia

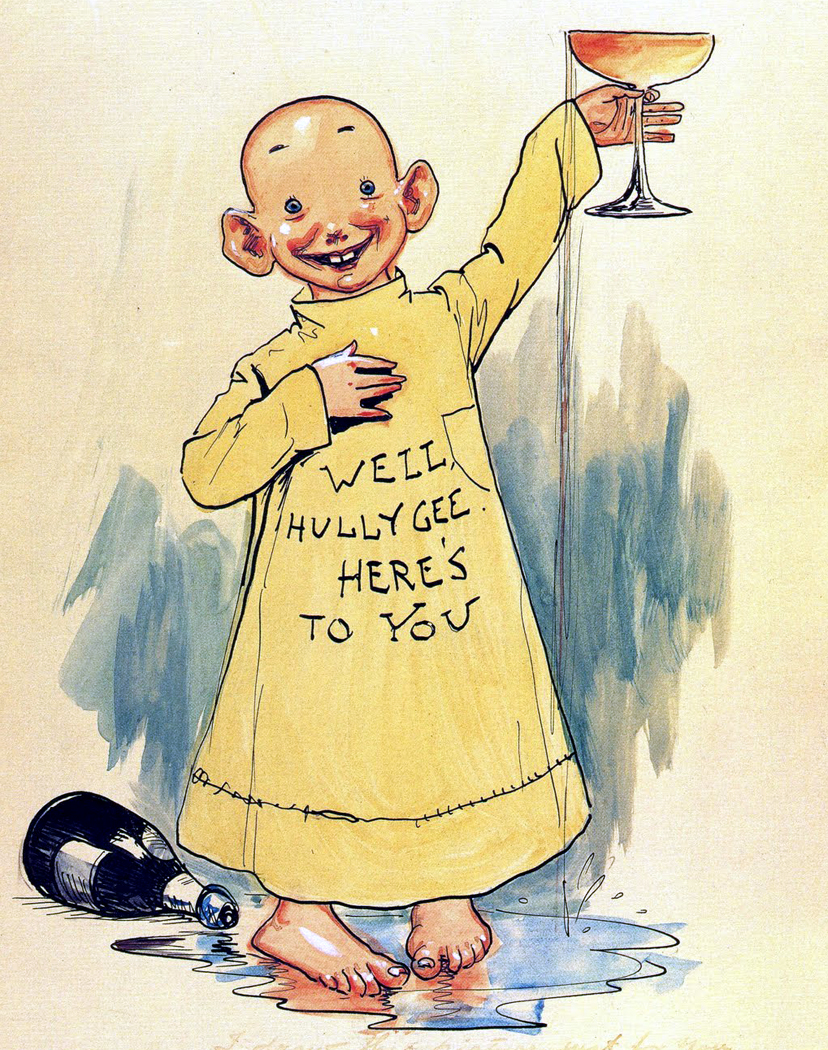
The Yellow Kid

Nei paesi di lingua inglese questo genere si chiama  Yellow journalism (o più propriamente Yellow Kid journalism) e riguarda perlopiù quotidiani. La tendenza, e il conseguente uso dell'espressione, si diffuse negli Stati Uniti tra gli ultimi anni del XIX e i primi del XX secolo.
Gli anni dello Yellow journalism furono caratterizzati dalla battaglia giornalistica tra il New York World di Joseph Pulitzer e il New York Journal di William Randolph Hearst. Entrambi i giornali furono accusati dai critici di sensazionalizzare le notizie per incrementare la tiratura e quindi la diffusione anche quando pubblicavano articoli seri e veritieri. La stampa di New York coniò il termine Yellow Kid journalism nel 1897 (dal nome del popolare fumetto) per sottolineare il mercato di riferimento dei due magnati del giornalismo. Venne poi abbreviato in Yellow journalism.

## Caratteristiche
Sebbene spesso sia associata a scandali sentimentali, la stampa scandalistica non tratta unicamente di cronaca rosa. Secondo Frank Luther Mott ci sono alcune caratteristiche che si possono individuare in questo genere:
1. titoloni in corpo grande, spesso di notizie poco importanti;
2. largo uso di immagini o di disegni;
3. utilizzo di interviste false, titoli fuorvianti, pseudoscienza (per esempio astrologia), e notizie manipolate di cosiddetti "esperti del settore";
4. enfasi su supplementi a colori domenicali;
5. concentrazione su personaggi fuori dal cosiddetto "sistema".

## Nel mondo

### Italia
Riviste di stampa scandalistica possono essere considerate Visto e Stop. In Italia questo tipo di giornalismo è ormai diventato parte della normale rassegna stampa quotidiana, soprattutto nelle versioni online.